# 阿拉卡爾火山
阿拉卡爾火山（Volcán Aracar）是阿根廷西北部的大型層狀火山，位於智利邊界以東的阿塔卡馬高原邊緣，直徑1.5公里的火山口形成火山湖。阿拉卡爾火山只有一次火山活動記綠，1993年3月28日在距離火山東南50公里的小村觀察火山冒出蒸氣。